# Concino Concini
Concino Concini, Ancre márkija (más néven d’Ancre marsall) (Firenze, 1569. november 23. – Párizs, 1617. április 24.), olasz kalandor, aki XIII. Lajos uralkodásának kezdetén döntő befolyással bírt a francia kormányzatra.

## A kegyenc
Egy firenzei jegyző fia volt, aki nem sokkal az előtt csatlakozott a Franciaországba induló Medici Mária († 1642) kíséretéhez, hogy az elhagyta Itáliát, és feleségül ment IV. Henrik († 1610) francia uralkodóhoz (1600). 1601. június 12-én feleségül vette Leonora Dori Galigait († 1617), a királyné fogadott nővérét. Concini olyan erős befolyást gyakorolt a királynéra, hogy IV. Henrik több alkalommal is kilátásba helyezte kitiltását (hitvesével egyetemben) a királyi udvarból.

## A politikus
Amikor az uralkodót meggyilkolták, Concini, d’Ancre márkija és felesége lettek a legfőbb tanácsadói az özvegy Mária királynénak, aki régensként irányította Franciaországot a gyermek XIII. Lajos mellett. A Concinik megvetéssel kezelték Lajost, és Franciaország rovására igyekeztek meggazdagodni. Bár sohasem járt harcmezőn, s csatát sem vezényelt le, 1613-ban mégis őt nevezték ki Franciaország marsalljává. Népszerűtlenségét kihasználva a hercegek ligája – melynek tagja volt Henri de Condé († 1646), Soissons, Mayenne, Bouillon, Nevers és Vendôme hercegek – kétszer is fellázadt ellene. 1616-ban sikerült elérnie, hogy Condét letartóztassák és a Bastille-ba zárják. Néhány tehetséges politikus segítségével megszilárdította helyzetét, de egy évre rá a nemesek ismét lázadással fenyegetőztek.

## Merénylet

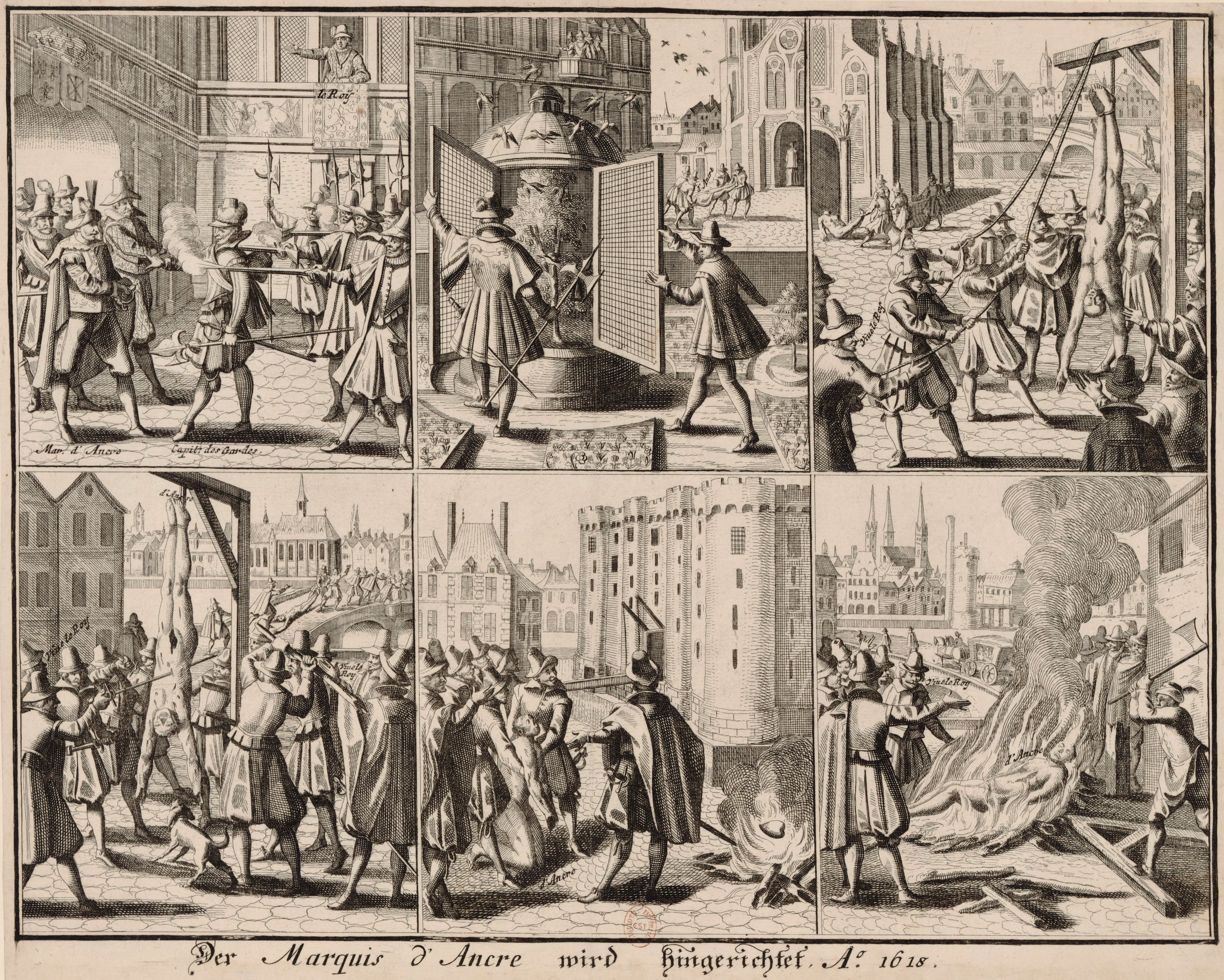
Concini meggyilkolásának ábrázolása korabeli röplapon

XIII. Lajos francia király kegyeltje, Charles d’Albert de Luynes márki, Luynes hercege († 1621) összeesküvést szervezett Concini ellen. 1617. április 24-én Nicolas de L'Hospital, Vitry marsallja († 1644) – a királyi testőrség több tagjával együtt – a Louvre felvonóhídján háromszor fejbe lőtte, majd leszúrta Concinit, aki óvatlanul, testőrei nélkül tartózkodott ott. Holttestét titokban temették el a Louvre mellett, a Saint-Germain-l’Auxerrois templomban. A király nyilvánosan mondott köszönetet a gyilkosoknak: „Nagyon köszönöm Önöknek, Uraim, ezen órában lettem királlyá!”
A gyűlölt kalandort a párizsi nép kiásta sírjából, a tetemet végigvonszolták Párizs utcáin, megcsonkították, felakasztották a Pont Neuf boltozatára, végül feldarabolták, testének maradványait elégették. Özvegyét boszorkányság (juiverie) vádjával halálra ítélték, majd 1617. június 8-án lefejezték, testét elégették. Concini vagyonát a kincstár elkobozta, Lésigny kastélyát és a párizsi Tournon utcában álló városi palotáját (hôtel) a király Luynes hercegének adta.